# Takuro Uehara
Takuro Uehara (上原 拓郎 Uehara Takuro?), född 8 juli 1991 i Hokkaido prefektur, är en japansk fotbollsspelare.
Uehara började sin karriär 2014 i Consadole Sapporo. 2015 flyttade han till Roasso Kumamoto. Han spelade 69 ligamatcher för klubben. 2019 flyttade han till FC Imabari.